# عائض القرني
عائض بن عبد الله القرني ( 30 ديسمبر 1959م -) ( 1 رجب 1379 هـ -) كاتب وشاعر وداعية إسلامي سعودي. له الكثير من الكتب والخطب والمحاضرات الصوتية والمرئية من دروس ومحاضرات وأمسيات شعرية وندوات أدبية. يُعد كتاب لا تحزن أبرز نتاج القرني المعرفي حيث بيع منه أكثر من عشرة ملايين نسخة.

## سيرته
ولد القرني بقرية آل شريح بمحافظة بلقرن في 30 ديسمبر 1959 الموافق 1379 هـ. حصل على الشهادة الجامعية من كلية أصول الدين من جامعة الإمام محمد بن سعود الإسلامية. ثم حصل على الماجستير من جامعة الإمام في الحديث النبوي عام 1408 هـ، ثم على الدكتوراه من جامعة الإمام عام 1423 هـ بعنوان المفهم لما أشكل من تلخيص صحيح مسلم للقرطبي دراسة وتحقيقا. درَّس القرني في جامعة الإمام محمد بن سعود الإسلامية الحديث النبوي مدة 7 سنوات. وشغل منصب الأمين العام لمؤسسة لا تحزن للإعلام والنشر.

## القراءة العلمية
حفظ القرآن الكريم ثم طالع تفسير الجلالين والمفردات لمخلوف ثم قرأ تفسير ابن كثير وكرره كثيرًا وقرأ قسمًا كبيرًا من تفسير الطبري وعاش مع زاد المسير لابن الجوزي فترة من الزمن واطلع على تفسير الكشاف للزمخشري وقرأ غالب تفسير في ظلال القرآن لسيد قطب إن لم يكن أكمله وجعل لنفسه درسًا من تفسير القرطبي واكتفى من فتح القدير للشوكاني بالدراسة المنهجية وأما أحاديث التفسير فجعل اهتمامه بالدر المنثور للسيوطي وقد مر على تفسير روح المعاني للألوسي وقرأ تفسير الرازي وتفسير السعدي وغالب تفسير البغوي وعبد الرزاق ومجاهد.
وأما علوم القرآن فقد أكثر من قراءة البرهان للزركشي والإتقان للسيوطي ومباحث في علوم القرآن لمناع القطان وغيرها وأما علوم الحديث فقد قرأ بلوغ المرام أكثر من خمسين مرة حتى استظهر الكتاب وقرأ عمدة الأحكام ودرّسه لطلبة العلم في المسجد وكرر مختصر البخاري للزبيدي وكذلك مختصر مسلم للمنذري وكرر المنتخب للنبهاني واللؤلؤ والمرجان أما صحيح البخاري فقرأه وقرأ عليه شرحه فتح الباري للحافظ ابن حجر وطالع صحيح مسلم بشرح النووي وكذلك جامع الترمذي وغالب شرحه تحفة الأحوذي.
وقرأ مختصر سنن أبي داوود مع شرحه معالم السنن للخطابي وتهذيب السنن لابن القيم وكرر جامع الأصول لابن الأثير مرتين ومسند الإمام أحمد وكذلك ترتيبه الفتح الرباني للبنا ثم شرحه لطلبة العلم في المسجد في أكثر من مائة درس وقرأ رياض الصالحين للنووي وجامع العلوم والحكم لابن رجب والترغيب والترهيب للمنذري ومشكاة المصابيح وغالب كتب الألباني وخاصة إرواء الغليل في تخريج أحاديث منار السبيل وغيرها كثير جدًا وأما الفقه فقرأ كتاب السلسبيل في معرفة الدليل كثيرًا للبليهي وكرر منه مئات المسائل وعمل عليه ولديه وقفات مع زاد المستقنع وطالع الدرر البهية للشوكاني ونظر إلى غالب نيل الأوطار للشوكاني وكان يحضر منه دروس الكلية والمسجد.
وطالع غالب المُغني لابن قدامة والمحلى بالآثار لابن حزم وأُعجب بطرح التثريب وعزم على تكراره ومر على فتاوى ابن تيمية وغالب كتبه واطلع على كتب ابن القيم وبالأخص زاد المعاد وإعلام الموقعين وأما أصول الفقه فقرأ الرسالة للشافعي والموافقات للشاطبي وقرأ اللُمَع للشيرازي وبعضًا من المستصفى وكذلك كتب محمد بن عبد الوهاب وأئمة الدعوة النجدية وقرأ من التمهيد لابن عبد البر وأما كتب التوحيد فقرأ في الكلية العقيدة الواسطية والتدمرية والحموية ولُمعة الاعتقاد لابن قدامة والعقيدة الطحاوية وشرحها لابن أبي العز ومعارج القبول لحافظ الحكمي والدين الخالص وقرأ كتاب التوحيد لابن خُزَيمة.
وأما السيرة فقرأ سير أعلام النبلاء للذهبي أربع مرات وكرر البداية والنهاية لابن كثير مرتين وطالع تاريخ الطبري وكذلك المُنتظم لابن الجوزي ووفيات الأعيان والبدر الطالع وغيرها كثير وأما الرقائق فقرأ كتاب تذكرة الحفاظ للذهبي والزهد لأحمد بن حنبل وابن المبارك ووكيع وطالع حلية الأولياء لأبي نُعَيم ومدارج السالكين لابن القيم وإحياء علوم الدين للغزالي وصفة الصفوة لابن الجوزي وأما كتب الأدب فطالع أغلب الدواوين وكرر ديوان المُتنبي وحفظ له مئات الأبيات وقرأ العقد الفريد لابن عبد ربه وعيون الأخبار لابن قُتَيبة وأنس المجالس وروضة العقلاء لابن حِبَّان ومجلدات من الأغاني للأصفهاني وكثيراً من المراسلات والمقامات وأما الكتب المعاصرة فقرأ الكثير منها فعلى سبيل المثال: كتب أبي الأعلى المودودي وكتب الندوي وسيد قطب ومحمد قطب وعبد العزيز بن عبدالله بن باز ومحمد بن صالح العثيمين وابن جبرين وقرأ كتب الغزالي وله عليه رد في مجلس الإنصاف وله مؤلفات كثيرة منها وهي منتشرة في دُوَل الخليج.

## نشاطه العلمي والدعوي
تفرّغ القرني للدعوة وزار كثيراً من الدول وحضر عشرات المؤتمرات وألّف أكثر من ثمانين كتاباً وأشهرها كتاب لا تحزن والذي بيع منه أكثر من 10 ملايين نسخة، وتُرجم إلى عدة لغات، وبالإضافة لكتاب التفسير الميسر، وأسعد امرأة في العالم، ومقامات القرني، والفقه الميسّر، وفقه الدليل، وعاشق، والعظمة، وحدائق ذات بهجة، وقصة الرسالة، وأعظم سجين في التاريخ، وإمبراطور الشعراء، وقصائد قتلت أصحابها، وديوان شعر بعنوان القرار الأخير وغيرها من الكتب في الحديث والتفسير والفقه والأدب والسيرة، أنهى القرني تأليف الموسوعة الإسلامية في 12 مجلد مع المشاركة بخمسة برامج تلفزيونية دائمة في التفسير والحديث والسيرة والثقافة والأدب. وله أكثر من ألف شريط كاسيت إسلامي في الخطب والدروس والمحاضرات والأمسيات الشعرية والندوات الأدبية

## مؤلفاته
ألَّف القرني في الحديث والتفسير والفقه والأدب والسيرة والتراجم، وكان أشهر مؤلفاته كتاب لا تحزن. من مؤلفاته التي أصدرها:
| - مُلهِم العالم - الإسلام وقضايا العصر - تاج المدائح - ثلاثون سببا للسعادة - دروس المسجد في رمضان. - فاعلم أنه لا إله إلا الله - مجتمع المثل. - ورد المسلم والمسلمة - فقه الديل - نونية القرني - المعجزة الخالدة - اقرأ باسم ربك - تحف نبوية - مملكة البيان - خارطة الطريق - السمو - شخصيات من القرآن الكريم | - حتى تكون أسعد الناس - سياط القلوب - فتية آمنوا بربهم - هكذا قال لنا المعلم - ولكن كونوا ربانيين - من موحد إلى ملحد - إمبراطور الشعراء - وحي الذاكرة - إلى الذين أسرفوا على أنفسهم - ترجمان السنة. - حدائق ذات بهجة - العظمة. - لا تحزن - فقهيات - قصائد قتلت أصحابها - ضحايا الحب | - وجاءت سكرة الموت بالحق - مقامات القرني - أحفظ الله يحفظك - أعذب الشعر - العظمة - التفسير الميسر - على ساحل ابن تيمية - أسعد امرأة في العالم - عاشق - زاد من لا زاد له - اشكر حسادك - ابتسم - أبيات سارت بها الركبان - شباب عادوا إلى الله - ثلاثون درسا للصائمين - كيف تطلب العلم |

### دواوين شعرية
للقرني عدد من دواوين شعرية ومنها:
- لحن الخلود.
- تاج المدائح.
- هدايا وتحايا.
- قصة الطموح.

## صراعاته
لقي القرني بعض المضايقات في عمله الدعوي ومنها اعتقاله إثر سلسلة محاضرات ألقاها في أبها وسبت العلايا منددًا بالوجود العسكري الأجنبي بسبب غزو الكويت. وقد أطلقت السلطات سراحه فيما بعد، ولكنها قيدت نشاطه ومنعت نشر مقالات أسبوعية له في صحيفة المسلمون، وقد تم سجنه في أحد سجون أبها على إثر اتهامات عديدة، وقد توقف وقُيِّد نشاطه لنحو 10 سنوات وترك مسقط رأسه وسكن في الرياض. عاد بعد ذلك للدعوة وكانت أول محاضرة له بعنوان أما بعد والسلسلة من روائع السيرة.[بحاجة لمصدر]
في عام 2005م ونتيجة لكثرة المضايقات والهجمات التي تعرض لها من المجتمع بسبب مشاركته في فيلم موجه للمجتمعات الغربية يدعى «نساء بلا ظل»، وضّح فيه: «أنه لا حرج على المرأة أن تعمل من دون أن تغطي كفيها ووجهها، المهم أن تكون محتشمة ومحجبة. هي مسألة خلافية عند علماء المسلمين ويعتمد حكمها على طبيعة المجتمع وتأثير وفتنة كشف الوجه». وتحدث القرني في الفيلم عن مقابلة أجراها مع إحدى الفضائيات قال فيها بجواز قيادة المرأة للسيارة ضمن حدود وضوابط. نتيجة لذلك تلقى الكثير من الاتهامات من المعارضين لذلك وكثيرين شنوا عليه هجمة شرسة، مما دفعه للإعلان عن اعتزاله العمل الدعوي والإعلامي. وأعلن ذلك في قصيدة حملت اسم القرار الأخير محملاً المجتمع بتياراته الدينية والحداثية حتى السياسية مسؤولية التردي في العلاقة بين الدعويين والمجتمع. وقال: «لقيت اتهامات عديدة فالحداثيون يعتبروننا خوارج، والتكفيريون يشنعون علينا بأننا علماء سلطة، بينما لا يزال بعض السياسيين مرتابين منا».
بعد إعلانه الاعتزال والانقطاع الإعلامي تلقى عددا من الاتصالات والرسائل التي تحاول أن تثنيه عن قرار الانقطاع، حيث التقى بأمير الرياض آنذاك سلمان بن عبد العزيز، وتلقى اتصالاً من سلمان العودة وسعد البريك، ومن مجموعة من خاصته، مما دعته إلى التفكير الجاد في العودة إلى الساحة الدعوية والإعلامية، وقد فعل بعد أقل من عام عن الانقطاع.
أثار الداعية الإسلامي السعودي جدلاً واسعاً بعد تصريحاته الأخيرة التي تناولت ما وصفه بـ "10 أخطاء قاتلة" لجماعة الإخوان المسلمين، حيث دعاهم إلى حل أنفسهم والاعتذار عن الأخطاء التي ارتكبوها على مدى السنوات الماضية. جاء ذلك خلال مقابلة له مع قناة MBC، حيث أشار إلى أن هذه الأخطاء تشمل تقصيرهم في نشر العقيدة الصحيحة والانشغال بالسياسة.

## محاولة اغتياله
يوم الثلاثاء 1 مارس 2016 استُهدف القرني بمحاولة اغتيال وأصيب جراء ذلك بالسلاح، نفذها مجهولون في الفلبين. ونقل مباشرة إلى مستشفى في مانيلا لاستكمال الفحوصات الطبية، وذلك عقب تعرضه لإطلاق نار وإصابته باليد والبطن. وكان الحادث قد وقع أثناء قيامه بإلقاء محاضرة في مدينة زامبوانجا الفلبينية بحضور أكثر من 10,000 شخص وبدعوة من إحدى الجمعيات الخيرية، أطلق مجهول النار أثناء ركوبه السيارة، وقام الجاني بإطلاق ثلاث طلقات أصابته في يده وببطنه، فيما قَتَل رجال الأمن الجاني وألقوا القبض على مرافق الجاني، ولم يصب أحد من مرافقيه.

### ردود فعل
- وصف الاتحاد العالمي لعلماء المسلمين، محاولة «الاغتيال» في بيان صادر عنه على لسان الأمين العام للاتحاد، علي محي الدين القرة داغي، إن «حادث الاغتيال إرهابي وإجرامي». ودعا قره داغي، حكومة الفلبين إلى «توفير الحماية والرعاية للشيخ القرني في المستشفى الموجود به، وسرعة الكشف عن تفاصيل هذه الجريمة، وملاحقة مرتكبيها، ومن وراءهم ومحاكمتهم».[23]
- ضجت شبكات التواصل الاجتماعي بالحديث عن الشيخ أو الدعاء له، وزادت عن مليون تغريدة في «تويتر» عن القرني.[24] وقد تفاعل عدد كبير من الناشطين عبر مواقع التواصل الاجتماعي مع الخبر، وحققت الهاشتاغات المتعلقة بالدكتور عائض القرني وخبر إصابته ترتيبات عالمية، وعبرت عن أسفهم الكبير لما حدث للشيخ والتضامن الكامل معه، وتساءلت عن حيثيات الواقعة وزمانها.[25]

## برامج تلفزيونية
- المفتاح. بث خلال شهر رمضان 1428 على قناة الرسالة.
- السلام عليكم. بث خلال شهر رمضان 1429 على قناة اقرأ.
- ادخلوها بسلام. بث خلال شهر رمضان 1429 على قناة دبي.
- أسعد امرأة. بث خلال شهر رمضان 1429 على قناة الرسالة.
- برنامج السيرة المحمدية على قناة اقرأ.
- برنامج العظماء على قناة اقرأ.
- برنامج الفجر الجديد على قناة اقرأ.
- برنامج بصائر على قناة اقرأ.
- برنامج تحف 2006 على قناة اقرأ.
- برنامج دعوة للفرح على قناة اقرأ.
- برنامج روائع القرني على قناة اقرأ.
- برنامج أحسن القصص على قناة اقرأ.
- برنامج بشائر على قناة اقرأ.
- برنامج تاريخنا على قناة اقرأ.
- برنامج ثورة التجديد على قناة اقرأ.
- برنامج غدًا أجمل على قناة اقرأ.
- الأسطورة على قناة الساحة 1 .
- ضيف في إحدى برنامج على قناة الراية .
- نبض الكلام: بث خلال شهر رمضان 2011 على قناة إم بي سي (توضيح)
- أفي الله شك، قناة الرسالة، (أبريل 2013 - الآن)[26]
- برنامج سواعد الإخاء قناة الرسالة والمجد خلال شهر رمضان 1434 هـ 2013م.
- برنامج حوار الأرواح: بصحبة سعيد بن مسفر وتقديم مسعود الغامدي. عرض على عدة قنوات في رمضان عام 1437 هـ 2016م.
- برنامج رسائل قرآنية على قناة اقرأ في شهر رمضان 2023.
- طوق النجاة على قناة روتانا خليجية في شهر رمضان 2024م.

## قضايا الملكية الفكرية

### برنامج هذه حياتهم
كان لعائض القرني برنامج إذاعي باسم هذه حياتهم يتحدث عن سير عدد من صحابة الرسول محمد. احتج ورثة الدكتور الكاتب عبد الرحمن رأفت الباشا ضد عائض القرني لـسطوه على كتاب والدهم صور من حياة الصحابة كما ادعوا. فقاموا برفع دعوى قضائية مفادها أن القرني قرأ حرفيا من كتاب صور من حياة الصحابة أثناء تقديمه برنامجه هذه حياتهم. بعد خمسة سنوات من المداولات كسب ورثة عبد الرحمن باشا الدعوى التي كانوا تقدموا بها ضد عائض القرني، وجاء في الحكم: إلزام المدعى عليه بدفع غرامة 30 ألف ريال بسبب انتهاكه حقوق الملكية الفكرية الصادرة من لجنة الحقوق الفكرية التابعة لوزارة الإعلام في السعودية، وإلزام الإذاعة التي بثت البرنامج بإيقاف إعادة حلقات البرنامج، وأيضا إلزام المدعى عليه بدفع تعويض قدره 120 ألف ريال سعودي لشركة دار الأدب الإسلامي.

### كتاب لا تيأس
تقدمت الكاتبة السعودية سلوى العضيدان بدعوى قضائية ضد عائض القرني اتهمته فيها بالاعتداء على حقوقها الفكرية عبر سرقة نصوص ومحتوى كتابها هكذا هزموا اليأس وإدراجه في كتابه لا تيأس. استمرت المداولات القضائية ست سنوات، بعدها قضت لجنة حقوق المؤلف بوزارة الإعلام السعودية تغريم عائض القرني مبلغ 330 ألف ريال سعودي، شملت 30 ألفاً للحق العام، و300 ألف تعويضاً للكاتبة العضيدان، وشمل الحكم أيضًا سحب كتاب القرني لا تيأس من الأسواق ومنعه من التداول ووضعه بشكل رسمي على قائمة المنع حتى لا يدخل إلى المملكة.

## نقد الصحوة
في 1 رمضان 1440 هـ، أُذيعت مقابلة تلفزيونية في برنامج الليوان، ظهر فيها عائض القرني، وسئل عن الصحوة فذكر نقده إياها وأنها لم تظهر تأثراً بثورة الخميني بل كانت ضدّها، مبينا أنه كان فيها إيجابيات وقد مدحها الملك فهد وابن باز، وفيها سلبيات منها العناية المفرطة بمظاهر التديّن كاللحية وتقصير الثوب للرجال، وإهمال جوهر المؤمن، ورأى أنّ بعض الأعراس تحوّلت في زمن الصحوة إلى مآتم لا أنشايد ولا فرح فيها، واعتذر الشيخ باسم الصحويين كلهم عن «الأخطاء أو التشديد التي خالفت الكتاب والسنة وخالفت سماحة الإسلام»، وقال «إنه الآن مع الإسلام المعتدل المنفتح على العالم الوسطي الذي نادى به ولي العهد الأمير محمد بن سلمان». كما رأى أن الصحوة قد واجهت الدولة السعودية وكان ذلك خطأً استراتيجياً برأيه، وقد أثارت آراؤه هذه جدلاً وتلقى القرني مدحاً من كتاب وإعلاميين ولوماً من آخرين

## وصلات خارجية
- موقع شبكة الإسلام
- صفحة عائض القرني في تويتر
- طير الصحوة مقالة عن القرني نُشرت على صحيفة الشرق الأوسط
- صفحة عائض القرني على موقع أبجد
- صفحة اقتباسات عائض القرني على موقع أبجد